# Google Drive
Google Drive е уеб сайт и услуга за съхранение на файлове, разработвана от Google. Официално пуснат на 24 април 2012 г., Google Drive позволява на потребителите да съхраняват файлове в облака (върху сървъри на Google), да синхронизират файловете си на различни устройства и да ги споделят. Освен уеб интерфейс Google Drive предлага и приложения с офлайн режим за Windows и macOS, както и за мобилните операционни системи Android и iOS.
Google Drive предлага на потребителите си 15 GB безплатно място за съхранение. Платените планове предоставят 100, 200 или 2000 GB място за съхранение. Възможно е качването на файлове с големина до 750 GB. Потребителите могат да променят настройките си за поверителност на ниво файл или папка, включително да правят съдържанието си публично. Възможно е търсенето на изображение чрез описване на съдържанието му и чрез обработка на естествен език Google Drive ще намери определени файлове, отговарящи на описанието. Приложението е способно да прави резервно копие на зададени папки от компютър.
Услугата е ключов компонент от Google Workspace – месечната абонаментна услуга на Google за бизнеси и организации. Като част от нея Google Drive предлага неограничено място за съхранение, възможности за одитиране на файлове, административен контрол и повече инструменти за сътрудничество за екипи.
След пускането на услугата политиката за поверителност на Google Drive получава множество критики. Политиките на Google покриват всичките им услуги, което означава, че компанията има правото да репродуцира, използва и създава производни творби от съдържанието, намиращо се в Google Drive. Те са оправдавани от нуждата Google да мести файловете из сървърите си, да кешира данните и да изготвя миниизображения на снимките.
Към юли 2018 г. Google Drive има над 1 милиард активни потребители, а към май 2017 г. услугата съхранява над 2 трилиона файла.